# Sid Meier’s Civilization VI
Sid Meier’s Civilization VI — глобальная пошаговая стратегия, выпущенная 21 октября 2016 года и разработанная студией Firaxis Games. Является шестой номерной частью в серии игр Civilization. Основой игрового процесса является развитие собственной цивилизации.

## Геймплей
Игроки начинают с маленького поселения и постепенно развиваются до собственной империи. В зависимости от целей игрока, победа может быть достигнута с помощью завоеваний, науки, дипломатии, культуры, религии или по общему количеству набранных очков науки, культуры, религии, завоеваний или дипломатии. Игроки создают и развивают города, строят дипломатические отношения и ведут войны с другими цивилизациями.
Шестиугольная карта из Civilization V сохранилась и перешла в Civilization VI, но некоторые из городских улучшений теперь можно располагать непосредственно на клетках в границах города. Игрок может строить разные специализированные районы, которые дают значительные преимущества для размещаемых в них зданий в зависимости от типа местности клетки.

### Города-государства
В Civilization VI существуют государственные образования, состоящие из одного города (города-государства). Они не претендуют на победу в игре, но могут принести некоторые бонусы цивилизациям.
В игре можно встретить 6 типов городов-государств: торговые, религиозные, научные, культурные, промышленные и военные. Каждый из них, в зависимости от типа города-государства и отношений с игроком, предоставляет различные ресурсы. Кроме того, каждый город-государство может поделиться уникальным бонусом при выполнении его задания.
При наличии достаточного количества послов в городе-государстве, он становится сюзереном определённой цивилизации и может поддержать игрока. В случае войны, он позволит за плату временно взять управление над своими войсками.

## Нововведения
- Система городских районов.[6][8][9]
- Разделение дерева технологий на две отдельные ветви — научно-промышленную и культурную. В культурной ветви параллельно с научно-промышленной исследуются различные социальные политики. В предыдущих играх серии дерево было единым.[6][10][11]
- Политические курсы — карточки текущих политик и 10 (с дополнением Gathering Storm — 13) политических режимов, каждый из которых предполагает различные допустимые комбинации карточек.[6][11]
- Новый тип победы — религиозная (при условии, если в большинстве городов всех существующих цивилизаций религию игрока исповедуют половина и более жителей).[10][11] Отсутствует дипломатическая победа и создание ООН (появилась в дополнении Gathering Storm).[6][12][13]
- Изменение системы ресурсов — редкие ресурсы даются не всей империи, а только четырём городам.[6]
- Лимит строительства у рабочих — три улучшения клетки при отсутствии бонусов, с принятием политического курса «Барщина» — пять клеток, при этом сам процесс строительства стал мгновенным. Ремонт клеток не считается обработкой клетки. Кроме того, рабочие больше не строят дороги — этим автоматически занимаются торговые юниты.[6][11]
- Новая система великих людей[6] — теперь каждый великий человек имеет уникальный бонус.[14] Все цивилизации имеют общий доступ к списку доступных великих личностей.[15] Всем игрокам доступно по одному величайшему человеку каждого типа. Когда какая-либо цивилизация приобретает великого человека, для всех становится доступен следующий.[15]
- У лидеров появились предпочтения в стиле игры. Например, королева Виктория будет стремиться построить или завоевать города на всех континентах.[6][16]
- Добавлена система оправдания войн и дипломатических штрафов за ведение войны[6] или за распространение какой-либо религии на город другой цивилизации.[11]

### Районы города
В игре помимо центра города есть 16 различных типов районов, а именно: пригород, священное место (для России — Лавра), кампус, военный лагерь, гавань, акведук, правительственная площадь, дипломатический квартал, заповедник, центр коммерции, аквапарк, развлекательный комплекс, театральная площадь, промышленная зона, аэродром и космопорт. Каждый из этих районов дает преимущество в определенной сфере деятельности города, позволяет строить здания и создавать бонусы в зависимости от типа.
Например, священное место и здания, построенные в нем (святилище, храм, синагога, мечеть и другие), генерируют очки веры и очки Великого пророка. Если разместить их рядом с горой, чудом света, лесом или другим районом, производительность очков веры увеличится.
Помимо центра города, в игре есть 16 типов районов, каждый из которых имеет свои особенности и ограничения. Некоторые районы можно размещать только на определенных типах ландшафта, а другие могут иметь ограничения по соседству с другими районами. Например, военный лагерь нельзя разместить рядом с центром города, а гавань можно построить только на побережье.
Чтобы избежать конфликтов и обеспечить равномерное развитие города, важно учитывать эти особенности при планировании застройки.
У некоторых цивилизаций существуют уникальные районы, которые заменяют стандартные и дают дополнительный бонус. Например, Россия взамен священного места строит лавру, в Греции акрополь заменяет театральную площадь, а у Бразилии вместо развлекательного комплекса можно построить уличный карнавал.

## Цивилизации
К выходу Sid Meier’s Civilization VI было представлено 18 цивилизаций, у каждой из которых было по одному лидеру (за исключением Греции с двумя лидерами). Чтобы поиграть за цивилизации, не представленные в базовой игре, необходимо покупать отдельные дополнения (DLC). После выхода игры было добавлено ещё 16 цивилизаций, а также новый лидер для Индии — Чандрагупта Маурья.
| Цивилизация | Лидеры                                    | Уникальный юнит                     | Уникальная постройка                                                  |
| ----------- | ----------------------------------------- | ----------------------------------- | --------------------------------------------------------------------- |
| Австралия   | Джон Кэртин                               | Диггер                              | Скотоводческая ферма (улучшение)                                      |
| Америка     | Теодор Рузвельт Авраам Линкольн           | P-51 Mustang, Мужественные всадники | Киностудия (здание)                                                   |
| Англия      | Виктория Алиенора Аквитанская Елизавета I | Красный мундир Морской пёс          | Доки королевского флота (район)                                       |
| Аравия      | Салах-ад-Дин                              | Мамлюк                              | Медресе (здание)                                                      |
| Ацтеки      | Монтесума I                               | Воин-орёл                           | Тлачтли (здание)                                                      |
| Бразилия    | Педру II                                  | Минас Жерайс                        | Уличный карнавал (район)                                              |
| Вавилон     | Хаммурапи                                 | Сабум кибиттум                      | Палгум                                                                |
| Венгрия     | Матьяш I                                  | Гусары, Чёрная армия                | Купальня (здание)                                                     |
| Византия    | Василий II Феодора                        | Дромон, тагма                       | Ипподром                                                              |
| Вьетнам     | Госпожа Чьеу                              | Боевой слон (войтьен)               | Тхань                                                                 |
| Галлия      | Амбиорикс                                 | Гесаты                              | Оппид (оппидум)                                                       |
| Германия    | Фридрих Барбаросса Людвиг II              | Субмарина                           | Ганза (район)                                                         |
| Греция      | Перикл Горго                              | Гоплит                              | Акрополь (район)                                                      |
| Грузия      | Тамара                                    | Хевсуры                             | Цихе (здание)                                                         |
| Египет      | Клеопатра VII Рамсес II                   | Лучники на колесницах Марьянну      | Сфинкс (улучшение)                                                    |
| Зулусы      | Чака                                      | Импи                                | Иканда (район)                                                        |
| Индия       | Махатма Ганди Чандрагупта Маурья          | Вару                                | Ступенчатые колодцы (улучшение)                                       |
| Индонезия   | Трибхувана                                | Джонка                              | Кампонг (улучшение)                                                   |
| Испания     | Филипп II                                 | Конкистадор                         | Миссия (улучшение)                                                    |
| Канада      | Уилфрид Лорье                             | Канадская конная полиция            | Каток (постройка)                                                     |
| Китай       | Цинь Шихуанди Хубилай У Цзэтянь Юнлэ      | Крадущийся тигр                     | Великая стена (улучшение)                                             |
| Колумбия    | Симон Боливар                             | Льянеро                             | Асьенда (улучшение)                                                   |
| Конго       | Нзинга Мбемба Зинга Мбанди Нгола          | Нгао-Мбеба                          | Мбанза (район)                                                        |
| Корея       | Сондок Седжон                             | Хвачха                              | Совон (район)                                                         |
| Кри         | Паундмейкер                               | Окичито                             | Вигвам (улучшение)                                                    |
| Кхмеры      | Джайаварман VII                           | Домрей                              | Прасат (здание)                                                       |
| Майя        | Иш-Вак-Чан-Ахав                           | Хульче                              | Обсерватория (район)                                                  |
| Македония   | Александр Македонский                     | Гипасписты, гетайры                 | Школа царских пажей (здание)                                          |
| Мали        | Манса Муса Сундиата Кейта                 | Всадники мандекалу                  | Сугуба (район)                                                        |
| Маори       | Купе                                      | Тоа                                 | Мараэ (здание), па (улучшение)                                        |
| Мапуче      | Лаутаро                                   | Всадник-малон                       | Чемамюль (улучшение)                                                  |
| Монголия    | Чингисхан Хубилай                         | Кэшик                               | Орду (здание)                                                         |
| Нидерланды  | Вильгельмина                              | Семь провинций                      | Польдер (улучшение)                                                   |
| Норвегия    | Харальд III Суровый                       | Берсерк                             | Ставкирка (здание)                                                    |
| Нубия       | Аманиторе                                 | Лучники-питати                      | Нубийская пирамида (улучшение)                                        |
| Османы      | Сулейман I                                | Берберские корсары, Янычары         | Большой базар (здание)                                                |
| Персия      | Кир II Надир-Шах                          | Бессмертные                         | Пайридаэза (улучшение)                                                |
| Польша      | Ядвига                                    | Крылатые гусары                     | Суконные ряды                                                         |
| Португалия  | Жуан III                                  | Нау                                 | Фактория (улучшение), Школа навигации (здание)                        |
| Рим         | Траян Гай Юлий Цезарь                     | Легион                              | Бани (район)                                                          |
| Россия      | Пётр I                                    | Казаки                              | Лавра (район)                                                         |
| Скифия      | Томирис                                   | Конный лучник саки                  | Курган (улучшение)                                                    |
| Финикия     | Дидона                                    | Биремы                              | Котон (район)                                                         |
| Франция     | Екатерина Медичи Алиенора Аквитанская     | Имперские гвардейцы                 | Шато (улучшение)                                                      |
| Швеция      | Кристина                                  | Каролинская пехота                  | Музей под открытым небом (улучшение), Королевская библиотека (здание) |
| Шотландия   | Роберт I Брюс                             | Горец                               | Поле для гольфа (улучшение)                                           |
| Шумер       | Гильгамеш                                 | Боевая колесница                    | Зиккурат (улучшение)                                                  |
| Эфиопия     | Менелик II                                | Кавалерия Оромо                     | Скальный храм (улучшение)                                             |
| Япония      | Ходзё Токимунэ Токугава Иэясу             | Самурай                             | Фабрика электроники (здание)                                          |

## Разработка
Разработкой игры занималась Firaxis, которая ранее работала над дополнениями для Civilization V. Также было объявлено, что игровые нововведения из дополнений будут доступны в Civilization VI с самого начала. Игра разрабатывалась на новом движке, и по ожиданиям он должен быть более дружелюбен к модификациям. Визуальная составляющая игры и оформление различных элементов интерфейса были вдохновлены Эпохой великих географических открытий — на многих панелях встречаются компасы и секстант. Области, покрытые туманом войны, отображаются штриховкой в "стиле" карт того времени.
Модели отдельных юнитов и зданий разрабатывались таким образом, чтобы иметь высокий уровень детализации при максимальном масштабировании и точнее определяться при минимальном. Особенно когда рядом расположены другие юниты со схожим дизайном. Облик одних и тех же юнитов различается согласно цивилизации, к которой он принадлежит — пешие юниты, к примеру, имеют различный дизайн шлемов.

### Саундтрек
Саундтрек к Civilization VI был написан и оркестрован в основном Джеффом Норром, которому помогали Роланд Риццо, Гриффин Коэн и Фил Баучер. Темы каждой цивилизации исполняются как разные вариации одной и той же темы на протяжении эпох: простые мелодии одного инструмента в Древней эпохе превращаются в современные композиции в Атомную эпоху, символизируя эволюцию и рост цивилизации на протяжении веков.

## Дополнения

### Rise and Fall
8 февраля 2018 г. было выпущено первое дополнение — Rise and Fall. Основное внимание дополнения обращено на концепции «Золотого века», «Тёмных веков» и «Смутного времени» в контексте влияния на игровой процесс. В игру добавляется система лояльности городов, низкий показатель которой может вызвать восстание в городе и объявление его независимости. Также появляются губернаторы, позволяющие быстрее развивать города, и продвинутая система союзов и глобальных кризисов.

### Gathering Storm
14 февраля 2019 г. было выпущено второе дополнение под названием Gathering Storm. Главными нововведениями являлись Мировой конгресс, возможность дипломатической победы, добавление технологий будущего, а также катастрофы, такие как наводнение, извержение вулкана, засуха, буран, песчаная буря и др..

### New Frontier Pass
11 мая 2020 г. Firaxis Games и 2K Games анонсировали планы развития Sid Meier’s Civilization VI на 2020-2021 гг. и новый тип игрового контента — годовой пропуск New Frontier Pass, включающий в себя 6 дополнений, выходящих раз в два месяца.
| № | Особенности дополнения | Дата выхода         |
| - | --- | ------------------- |
| 1 | 2 новые цивилизации: Майя во главе с Иш-Вак-Чан-Ахав и Колумбия во главе с Симоном Боливаром. Расширение также представило новый игровой режим под названием «Апокалипсис». В режиме игры «Апокалипсис» стихийные бедствия случаются намного чаще. Как только уровень изменения климата в мире достигает максимума, мир входит в состояние апокалипсиса, вызывая ещё большее увеличение числа серьёзных стихийных бедствий и ударов метеоритов. | 21 мая 2020 г.      |
| 2 | 1 новая цивилизация — Эфиопия во главе с Менеликом II, а также альтернативные костюмы для Екатерины Медичи и Теодора Рузвельта с разными способностями, новый район под названием Дипломатический квартал, который дает улучшения в дипломатии и шпионаже. Режим «Тайных обществ» позволяет игрокам присоединиться к одному из четырёх доступных тайных обществ, каждое со своей скрытой программой, включая эксклюзивные особенности.          | 23 июля 2020 г.     |
| 3 | 2 новые цивилизации: Византия во главе с Василием II и Галлы во главе с Амбиориксом. Новый игровой режим «Драматические века», который отменяет нормальные века и гарантирует, что игроки могут войти только в Золотые или Темные века в каждой эпохе с повышенными бонусами за Золотые века и более суровыми штрафами за Темные века. Добавлены чудеса света Биосфера и Статуя Зевса и новая карта под названием «Highlands».                  | 24 сентября 2020 г. |
| 4 | 1 новая цивилизация — Вавилон во главе с Хаммурапи. Набор «Вавилон» добавил комплект из 6 новых городов-государств разных типов, у каждого из которых есть уникальные свойства, в частности улучшения для сюзеренов. Также добавлено 24 новых великих человека, например поэт Руми, антрополог Маргарет Мид. Новый игровой режим под названием «Герои и Легенды» добавил легендарных деятелей разных мировых культур виде игровых персонажей.   | Ноябрь 2020 г.      |
| 5 | 1 новая цивилизация — Вьетнам во главе с Чьеу Тхи Чинь, новый лидер Хубилай Хан, который правит Китаем и Монголией. В новом игровом режиме «Монополии и корпорации» можно создать настоящую коммерческую империю и целую индустрию, производящую однотипные ресурсы. Появится новый район — «Заповедник». | Январь 2021 г.      |
| 6 | 1 новая цивилизация — Португалия во главе с Жуаном III. Также представлен новый игровой режим и другой контент. | Март 2021 г.        |

### Leader Pass
14 ноября 2022 г. Firaxis Games анонсировали новое дополнение, в котором будут представлены новые лидеры для уже существующих наций. На 18 ноября были упомянуты следующие лидеры: Авраам Линкольн (Америка), Елизавета I (Англия), Феодора (Византия), Людвиг II (Германия), Рамсес II (Египет), У Цзэтянь и Юнлэ (Китай), Зинга Мбанди Нгола (Конго), Седжон (Корея), Сундиата Кейта (Мали), Надир-Шах (Персия), Гай Юлий Цезарь (Рим), Токугава Иэясу (Япония).

## Сценарии

### Викинги, купцы и захватчики
В этом 60-ходовом сценарии задача в роли предводителя викингов — набрать больше всего очков. Игроку даётся возможность сыграть за одного из трёх уникальных правителей из Дании, Норвегии и Швеции. Сценарий требует грабить фермы и улучшения, торговать, распространять религию и открывать новые земли, в том числе Винланд.

### Дары Нила
Для победы в данном сценарии надо построить 7 храмов Амона за определённое время (125 ходов) и победить в схватке за власть над Нилом.

### ЗавоеванияАлександра
В этом одиночном сценарии с ограничением времени игроку нужно захватить все города на карте и заслужить прозвище «Александр Великий». Этот сценарий сосредоточен на боевых действиях, территориальной экспансии и расчетливом использовании великих полководцев, которые будут сражаться на его стороне.

### НаследиеЯдвиги
В этом 60-ходовом сценарии игрок в роли одного из польских дворянств защищает свою страну от постоянного натиска врагов со всех сторон. Его цель — развивать свою цивилизацию, создавать крылатых гусаров и сражаться с рыцарями Тевтонского ордена, турками-османами, молдаванами, шведами и Золотой Ордой.
В конце игры побеждает игрок с лучшей империей по стандартной системе подсчёта.

### Провинциальный магнат
В этом 60-ходовом сценарии игроку требуется исследовать Австралию, разведывать природные ресурсы и использовать их на благо своей колонии. Военной составляющей в нём нет. Здесь всё сосредоточено на исследовании и территориальной экспансии, цель которой — повышение регулярного дохода в золоте, на основании чего и оценивается результат.

### Путь к нирване
В этом 50-ходовом сценарии задача игрока — набрать как можно больше последователей своей религии на карте Юго-Восточной Азии, очков веры за ход и городов, перешедших в вашу религию.

### Чёрная смерть
В этом сценарии игроку предстоит управлять средневековой державой в период «Чёрной смерти». Необходимо сохранить культурные и научные достижения в условиях массовой гибели населения, хаоса и безверия. Эпидемия чумы прокатывается по всей территории, уничтожает людей и приводит земли в негодность.

### Пираты
На протяжении 60 ходов игроку предстоит заниматься морскими грабежами, расширять флот и добывать сокровища. К завершению сценария нужно набрать максимальный счет. Игрок может управлять любой из четырёх пиратских фракций в сценарии. Каждая фракция отличается уникальными особенностями.

## Игровые режимы

### Случайные технологии и социальные институты
В этом режиме, в рамках своих исторических периодов, технологии и социальные институты случайным образом перемешиваются, поэтому меняются как их стоимость, так и условия открытия, т.е. какой-либо социальный институт может быть где угодно. Например: социальный институт «Божественное право» может быть открыто в другом времени, отличное от стандартного. Получившиеся деревья технологий и институтов одинаковы для всех игроков. Все технологии и институты скрыты до момента достижения условий для их открытия, поэтому до самого конца игры для всех будет оставаться загадкой, что же откроется далее.

### Режим апокалипсиса
Этот игровой режим добавляет новые стихийные бедствия, расширяет и усиливает уже имеющиеся и повышает вероятность их возникновения. В игре появляется новый воин — прорицатель. Когда изменения климата достигнут последней стадии, на Землю посыплются разрушительные астероиды.

### Режим «Тайные общества»
Этот режим добавляет в игру четыре могучих, загадочных и зачастую порочных тайных общества, каждое из которых основано на вымышленных или мифических обществах прошлого. Ищите их следы в лагерях варваров и племенных поселениях или отправляйте послов в города-государства и отыскивайте чудеса природы. Если другие лидеры уже вступили в контакт с тайными обществами, можно вложиться в дипломатическую видимость и узнать об этих сообществах побольше.
Если вы нашли тайное общество, то это ещё не значит, что в него можно будет сразу вступить. Однако этим вы откроете губернатора, которого даже не нужно назначать в город. Чтобы вступить в общество, нужно дать губернатору титул, после чего вы получите мощные бонусы. Выбирайте с умом: назначив губернатора, вы заявите о поддержке выбранного общества, и остальные лидеры отреагируют на это. Используйте дополнительные титулы губернатора, чтобы доказать обществу свою преданность и открыть новые тайны.

### Режим «Великая эпоха»
В этом режиме эффекты темного и золотого веков становятся гораздо заметнее. Героические века исчезают, и в первой эпохе игрокам доступен только обычный век. После этого начнется либо темный, либо золотой век.
Вместо механики устремлений игроки получат доступ к политическим курсам, зависящим от века. Политические курсы темных веков теперь имеют куда больший вес, а тем, кто доберется до золотого века, откроется доступ к совершенно новым политическим курсам. Для увеличения баллов эпохи исследуйте технологии и социальные институты, а также зарабатывайте продвижение по службе для военных юнитов.
Темные века особенно опасны. При переходе в темные века часть государства распадается на вольные города, которые смогут оказывать давления на другие города. На более низкой сложности ИИ-игрок будет терять много городов. На более высокой сложности потери начнутся у живых игроков. На уровне сложности «Князь» потери живых и ИИ-игроков будут одинаковыми.
Абсолютно новая уникальная способность грузинской цивилизации соответствует уникальным правилам режима.

### Режим «Герои и Легенды»
Этот игровой режим добавляет 12 героев из мифов и сказаний народов мира.
Открывайте героев, исследуя мир и оказывая влияние на города-государства, а потом призывайте их в города. Каждый герой уникален, и получить его может только одна цивилизация.
Герои отличаются не только мощью и неповторимыми способностями, но и ограниченным сроком жизни. Они живут строго отведённое количество ходов, после чего исчезают. Впрочем, это ещё не конец: отжившего свой век героя можно призвать обратно за очки веры.
Каждый из двенадцати героев обладает собственными способностями и конкретной ролью. Это может сильно повлиять на ход игры.

## Критика
| Сводный рейтинг       | Сводный рейтинг                 |
| Агрегатор             | Оценка                          |
| --------------------- | ------------------------------- |
| GameRankings          | - PC: 87,20 % - Switch: 87,45 % |
| Metacritic            | 79/100                          |
| Иноязычные издания    |                                 |
| Издание               | Оценка                          |
| Destructoid           | 8,5/10                          |
| Game Informer         | 9,5/10                          |
| GameRevolution        | [ 31 ]                          |
| IGN                   | 9,4/10                          |
| PC Gamer (US)         | 93/100                          |
| Polygon               | 8,5/10                          |
| Русскоязычные издания |                                 |
| Издание               | Оценка                          |
| Riot Pixels           | 78 %                            |
| «Игромания»           | 9/10                            |
| «Игры Mail.ru»        | 10/10                           |

| Игра            | GameRankings |
| --------------- | ------------ |
| Rise and Fall   | 81,38 %      |
| Gathering Storm | 84,17 %      |

Игра Civilization VI получила высокие оценки от игровых ресурсов. На GameRankings игра оценена в 87,20 %, а на Metacritic в 79 баллов из 100.
Летом 2018 года, из за уязвимости в защите Steam Web API, стало известно, что точное количество пользователей сервиса Steam, которые играли в игру хотя бы один раз, составляет 3 680 328 человек.
Первоначально игра поставлялась с программным обеспечением для отслеживания рекламы Red Shell, но оно было удалено после жалоб игроков, некоторые из которых охарактеризовали программное обеспечение как шпионское ПО.